# ニューカレドニア駐屯フランス軍
ニューカレドニア駐屯フランス軍（ニューカレドニアちゅうとんフランスぐん、フランス語: Forces armées en Nouvelle-Calédonie、略称：FANC）は、フランス領ニューカレドニアの防衛警備のために配備されているフランス軍。2011年1月1日に再編され、同日付で編成された拠点防衛支援群：BdD）によって支援されている。司令部はヌメアに所在している。

## 編成
ニューカレドニア駐屯フランス軍は准将以上の階級を持つ高等司令官（COMSUP）の責任下に置かれ、高等司令官はフランス統合参謀総長の直轄下にある。高等司令官はニューカレドニア政府委任共和国高等弁務官の軍事顧問として機能する。駐屯部隊は異なる軍種の混成（陸軍、海軍、空軍、国家憲兵隊、適応軍役制度）で構成されている。要員は約2,000人から成り、各地に配置されている。

### 陸軍部隊
陸軍は1個部隊約900人から800人程度が駐屯している。太平洋ニューカレドニア海兵歩兵連隊の半数は4ヶ月毎の輪番態勢で勤務しており、常勤中隊についても約2年間の勤務が基本となっている。
- 太平洋ニューカレドニア海兵歩兵連隊　在ニューカレドニア、ヌメア

### 海軍部隊
海軍はヌメアのポワント・シャレクス海軍基地（Pointe Chaleix）に本拠を置き、哨戒艦艇のほか海軍航空隊の第25F海軍航空隊から分遣された航空機が配置され、海上哨戒などに任務にあたっている。
- フロレアル級フリゲート × 1隻
- P400級哨戒艇 × 2隻
- シャンプラン級戦車揚陸艦 × 1隻
- 海上憲兵隊の巡視艇

### 空軍部隊
空軍は第376空軍分遣隊（ヌメア国際空港）が配置されている。
- CASA CN-235戦術輸送機 × 2機
- ユーロコプター フェネック汎用ヘリコプターとSA 330プーマ汎用ヘリコプター × 4機

### 国家憲兵隊部隊
ニューカレドニアには約760人の憲兵を展開させ、県憲兵隊4個中隊と機動憲兵隊のほか2機のヘリコプターを配備している。

### 適応軍役制度兵
適応軍役制度に基づきニューカレドニアには陸軍所属として1986年に現地人で構成されるニューカレドニア適応軍役兵群（GSMA-NC）が編成され、1996年には適応軍役兵分遣隊（DSMA）に改編される。分遣隊は2個中隊が編成されクマックとコネに駐屯している。これは現地出身である若者の統合を目的としている。

## 任務
領土については主権と安全保障の維持、国益のためにフランス領ポリネシア駐屯部隊の司令官と連携して太平洋地域ダイアローグへの参加や、恒久責任地帯（la zone de responsabilité permanente：ZRP）内での介入能力の維持、災害救助や人道支援など緊急時の貢献、海上ではZRP内やウォリス・フツナを含む排他的経済水域の他、バヌアツ、フィジーおよびトンガなど島嶼国間での違法漁業の取締り、海難救助、FRANZ協定に基づく自然災害対策（2009年にはサモア沖地震の津波災害で10月に出動、2010年3月にはトマス・サイクロンでフィジーとトンガに出動している）がある。航空分野については住民援助が主たる任務となっている。他には1999年の東ティモール国際軍に参加している。